# Antonio Medina de Haro
Antonio Medina de Haro (1936-1997) fue poeta español, nacido en Málaga.

## Biografía
Antonio Medina de Haro nació en Málaga en 1936, aunque pasó su infancia y adolescencia en Guadix. Tras licenciarse en Filología Románica por la Universidad de Salamanca, se dedicaría a la docencia en los institutos de Guadix y Zafra. Entre 1976 y 1997 impartió clases de Lengua y Literatura Española en el Instituto de Bachillerato Cristóbal de Monroy de Alcalá de Guadaíra. 
Además de publicar varios libros, colaboró con varios periódicos como Acci, Alcalá/Semanal y La Voz de Alcalá. Algunos de sus poemas han sido publicados en las revistas literarias Poemar y CARMINA.
Antonio Medina de Haro falleció el 31 de marzo de 1997 en Alcalá de Guadaíra (Sevilla). 

## Libros publicados
- El hombre perdido (1992)
- Dividido por tres (1993)
- Recogiendo velas (1996)

## Reconocimientos
- Concurso de narración breve Antonio Medina de Haro [2]